# Martin Růžek
Martin Růžek, född 23 september 1918 i Červený Kostelec, Böhmen, Österrike-Ungern, död 18 december 1995 i Prag, Tjeckien, var en tjeckisk skådespelare. Han sågs såväl i komiska som i dramatiska roller. Under åren 1950-1994 medverkade han i långt över 200 tjeckoslovakiska och tjeckiska filmer och TV-produktioner. Många av rollerna var som ondskefulla män.

## Filmografi, urval
- 1958 – Poslušně hlásím
- 1959 – Prinsessan med den gyllene stjärnan
- 1966 – Happy End
- 1970 – Kladivo na čarodějnice
- 1978 – Nick Carter - världens deckare
- 1981 – Nemocnice na kraji města (TV-serie)
- 1988 – Cirkus Humberto (TV-serie)